# ساري، وادي أوستا
سار (‎fr‏; Valdôtain: Saro; إسيمي Soaru) هي بلدة و بلدية في منطقة وادي أوستا شمال غرب إيطاليا.

## المدن التوأم
سار هي توأم مع:
- لا توربي, فرنسا

## شخصيات بارزة

### رياضة
- رينه-لوران فيوليرموز (مواليد 1977)، متزلج أولمبي متقاعد

## وصلات خارجية
- الموقع الرسمي